# Bispo de Sodor

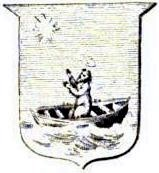
Brazão da Diocese das Ilhas.

Bispo de Sodor ou Bisbo das Ilhas é um título episcopal da Diocese de Sodor, um dos treze bispados da Escócia Medieval.